# トロイのブルータス

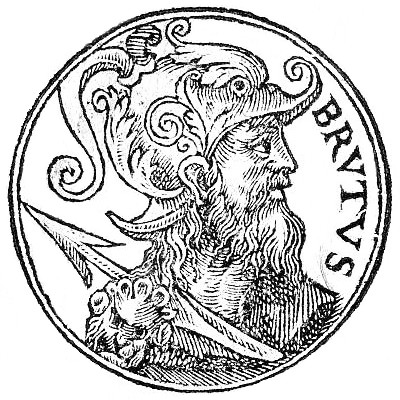
トロイのブルータス　『Promptuarii Iconum Insigniorum』より

トロイのブルータス（Brutus ラテン語よみ：ブルートゥス、or Brut, Brute, ウェールズ語: Bryttys）は、トロイアの英雄アエネアスの伝説上の子孫で、中世のブリテン伝説では、ブリテン（Britain）の建国者、最初の王、名祖として有名だった。この伝説が最初に登場したのは、ネンニウス作とされる9世紀の歴史書『ブリトン人の歴史』だが、12世紀の年代学者ジェフリー・オブ・モンマスの『ブリタニア列王史』の記事が最も有名である。しかし、ブルータスのことはいかなる古典のテキストにも言及されておらず、歴史上の人物だとは考えられていない。

## 『ブリトン人の歴史』より
『ブリトン人の歴史』には、ブリテン島の名前はヒスパニアおよびブリテンを征服したローマの執政官ブルータス（ブルートゥス）に由来すると書かれてある。さらに、ローマ建設以前を舞台に、ブルータスはアエネアスの孫または曾孫だという話も描かれている。
ティトゥス・リウィウスやウェルギリウスらローマの本に従って、『ブリトン人の歴史』では、アエネアスがトロイア戦争の後、いかにしてイタリアに居住したか、その息子のアスカニウスがいかにしてローマの母市の一つであるアルバ・ロンガを建設したかを語っている。アスカニウスは結婚し、やがて妻は妊った。アスカニウスの次男（『ブリトン人の歴史』にはそう書かれている）もしくはアエネアスの子であるシルヴィオスを父親とする異版もある。生まれてくる子供の将来を聞かれた魔術師は、子供は男の子でイタリアで最も勇敢かつ愛される人物になるだろうと予言した。アスカニオスは怒って、魔術師を処刑したが、母親は出産で死んだ。
ブルートゥスと名付けられたその子供は、偶然の事故で、父親を矢で射殺し、イタリアから追放された。ティレニア海の島々の間を放浪し、ガリアでトゥール市を建設した後、ブルートゥスは後に自分の名からブリテン島と呼ばれるようになる島に到着し、子孫を増やした。ブルートゥスの治世は、高僧エリがイスラエル王国で士師を勤め、契約の箱がペリシテ人によって奪われた時代と同時期であるという。
『ブリトン人の歴史』の異版では、ブルータスをアスカニウスの子シルヴィオスの子供とし、その家系はノアの子ハムまで遡る。しかし別の章では、ブルータスはアスカニウスの子にしてノアの子ヤペテの子孫である伝説のローマ王ヌマ・ポンピリウスの曾孫としている。こうしたキリスト教化の伝統は、トロイア王家をギリシアの神々に関連づける、古典のトロイアの家系研究と対立するものである。
『ブリトン人の歴史』では、ヤペテの家系まで遡る、最初のヨーロッパ人アラヌスの子 Hisicion の子ブルータスについても言及している。このブルータスの兄弟はフランクス、アラマヌス、ロマヌスでヨーロッパの重要な国々の祖先とされている。

## 『ブリタニア列王史』より
ジェフリー・オブ・モンマスの書いていることはほとんど同じ話だが、より細々としたことが記述されている。このヴァージョンでは、ブルータスはアスカニウスの子ではなく、はっきりと孫である。ブルータスの父親はアスカニウスの子シルヴィウスとなっている。魔術師はブルータスが両親を殺すだろうと予言している。その予言は『ブリトン人の歴史』で書かれたように現実のものとなり、ブルータスは追放される。ブルータスはギリシアを旅し、そこで奴隷にされていたトロイア人の一団を見つける。ブルータスはそのリーダーとなって、戦いの連続と人質拘束の末、ギリシア王パンドラソスはトロイア人たちを解放せざるをえなくなる。ブルータスは結婚でパンドラソスの娘インノゲンを、それに航海のための船と食糧をパンドラソスから得て、出航する。
トロイア人たちは人の住んでいない島に上陸し、ディアナの廃神殿を見つける。その場にふさわしい儀式を行った後、ブルータスは女神像の前で眠りに落ち、自分が住むことになる運命の島の幻視を見る。その島は西の海にあり、少数の巨人たちが住むのみの島である。
北アフリカでのいくつかの冒険と、セイレーンたちとの遭遇があった後、ブルータスはティレニア海で、英雄コリネウスに率いられた、追放された別のトロイア人の一団を見つける。ガリアで、コリネウスは許可も得ず王の森で狩りをし、アクィタニア王ゴッファリウス・ピクトゥスとの戦争を引き起こす。戦いの中で、ブルータスの甥トゥルヌスが死に、トゥルヌスが埋葬された場所に都市トゥール（Tours）が建設される。トロイア人たちはほとんどの戦いに勝利するが、数においてはガリア人（ゴール人）が圧倒していることはわかっていたので、船に戻って、アルビオンと呼ばれていたブリテンに向けて出帆する。ブルータスたちはアルビオンの巨人の子孫たちと出逢い、それを打ち負かす。
ブルータスは島に自分の名前をつけ、その最初の王となる。コリネウスは自分の名からつけたコーンウォールの支配者となる。巨人たちの侵略もあるが、リーダーのゴグマゴグを除いた全員が殺され、ゴグマゴグはコリネウスとのレスリングの試合のために残されるが、コリネウスに崖の向こうに投げ飛ばされ死ぬ。それからブルータスはテムズ川の岸に都市を建設し、トロイア・ノヴァ、つまり新トロイと名付ける。現在ギルドホール（Guildhall）がある場所に宮殿を、現在セント・ポール大聖堂がある場所にディアナ神殿を建てる。ロンドン・ストーン（London Stone）はディアナ神殿の祭壇の一部だったと言われている。都市の名前はトリノヴァントゥム（Trinovantum）を経て、ロンドンと呼ばれるようになる。ブルータスは人々のための法律を作り、24年間統治する。遺体はタワー・ヒル（Tower Hill）の神殿に埋葬される。ブルータスの死後、島は3人の息子たち、ロクリヌス（Locrinus）にはイングランドを、カンベル（Camber）にはウェールズを、アルバナクトゥス（Albanactus）にはスコットランドをそれぞれ分け与えられる。

## 遺産

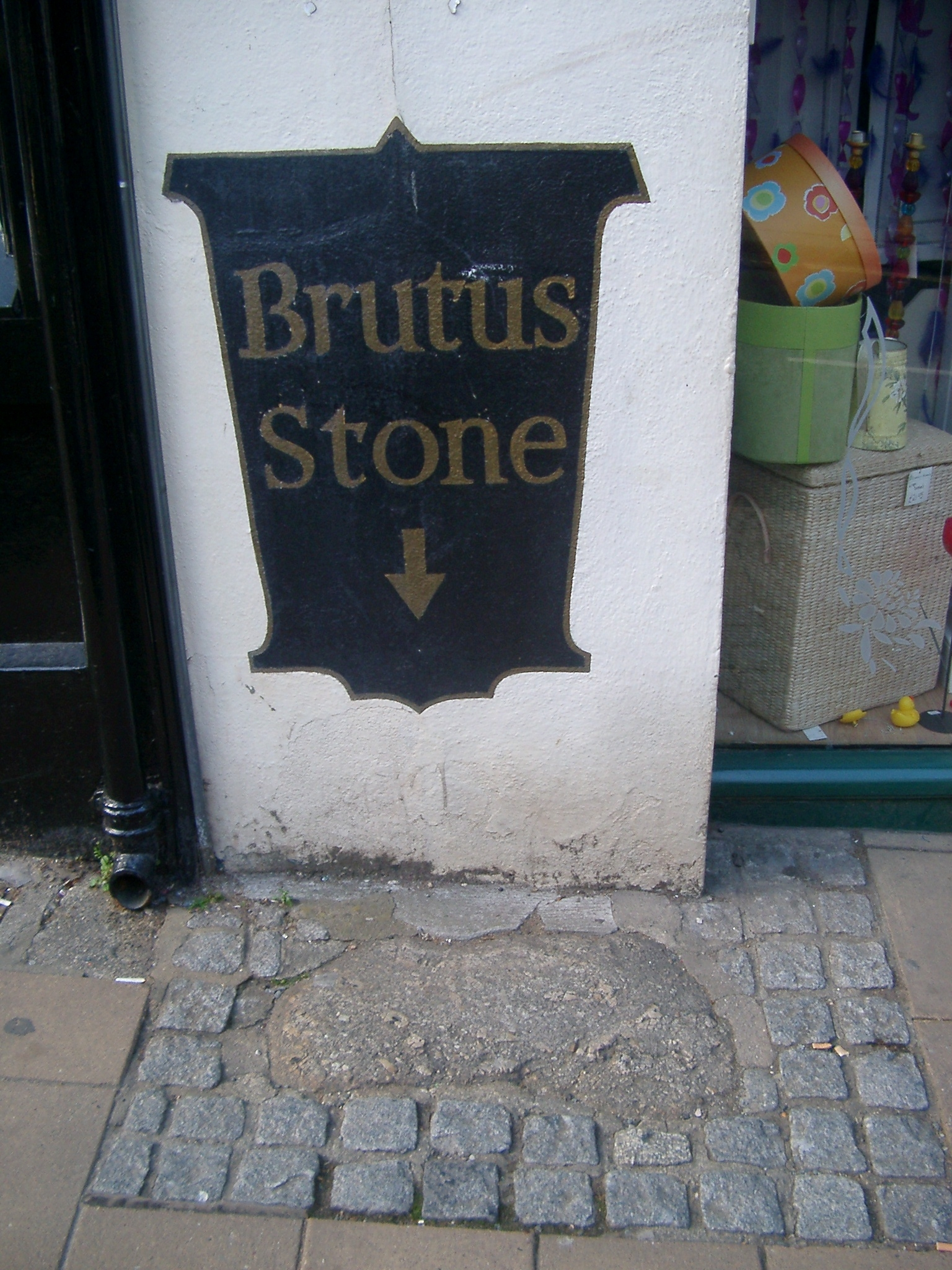
トットネスのブルータス・ストーン

ウァースのノルマン語による『ブリュ物語』、ラヤモン（Layamon）の古英語による『ブルート（Brut）』といったジェフリー・オブ・モンマスの『ブリタニア列王史』の初期の翻訳および翻案は、タイトルがブルータスの名前に由来し、「Brut」という語はブリテン史年代記を意味するようになった。『Brut y Brenhinedd（列王ブルート）』と呼ばれる中世ウェールズ語（Middle Welsh）の翻案や、ブルータスは登場しない7世紀からのウェールズの支配者を物語る続編では、ブルータスは「Brut y Tywysogion（列王子ブルート）」として知られている。
ジェフリー・オブ・モンマスの『ブリタニア列王史』は、ブルータスとその臣下たちはデヴォンのトットネス（Totnes）に上陸したと書いてあり、トットネスのFore Streetにある「ブルータス・ストーン」として知られる石はこれを記念したものである。